# Lubuak Batingkok
Lubuak Batingkok is een bestuurslaag in het regentschap Lima Puluh Kota van de provincie West-Sumatra, Indonesië. Lubuak Batingkok telt 3086 inwoners (volkstelling 2010).